# Jack Archer (actor)
Jack Archer es un actor británico-irlandés. Es mejor conocido por a Michael Leeks en Call The Midwife  y a Provence en Marie Antoinette, creada por Deborah Davis de La favorita.  

## Educación
Archer asistió al Royal Welsh College of Music and Drama, donde se formó como actor.

## Carrera
Archer hizo su debut en la producción teatral Nivelli's War en el Lyric Theatre de Belfast, que luego se trasladó al New Victory Theater de Nueva York.   Recibió una nominación a "Mejor Actor" de los premios The Stage Debut Awards por su interpretación del papel principal Ernst.   Archer luego interpretó a Hamilton en la reposición de Quaint Honour en The Finborough Theatre, puesta en escena una vez antes en 1958, donde también recibió una nominación de los Off West End Theatre Awards a 'Mejor interpretación masculina en una obra'.   En 2020, se unió al elenco principal de Monogamy de Torben Betts, que realizó una gira por el Reino Unido y luego se presentó en The Park Theatre de Londres.  Archer también ha protagonizado varias otras producciones en Londres, entre ellas Confessional en el Southwark Playhouse, Blue en el Gate Theatre y When The Sea Swallows Us Whole en The Vault Festival.   
Archer debutó en la pantalla como Jamie Marshbrook en la segunda serie de The Bay en ITV.  Luego interpretó a Joseph en la película de 2021 The Haunting of Alice Bowles.  Luego apareció como Michael Leeks en la décima serie de Call the Midwife en una historia que sigue a una terapia de conversión en Gran Bretaña durante la década de 1960.  En 2022, Archer protagonizó una adaptación televisiva de la vida de María Antonieta escrita por Deborah Davis.  La serie de 8 partes se filmó en parte en Versalles, fue producida por Canal+ y Banijay,  y se emitió en la BBC, PBS y Disney+ .  Interpreta el papel del conde Luis Estanislao Javier de Provenza, que se convertirá en Luis XVIII de Francia tras la Revolución Francesa . Está previsto que una segunda serie se estrene este año.

## Filmografía
| Año        | Título                             | Role              | Plataforma                 |
| ---------- | ---------------------------------- | ----------------- | -------------------------- |
| 2021       | The Bay                            | Jamie Marshbrook  | HBO Max, ITV               |
| 2021       | Call the Midwife                   | Michael Leeks     | BBC, PBS                   |
| 2022; 2025 | Marie Antoinette (María Antonieta) | Provenza          | BBC, PBS, DirecTV, Disney+ |
| 2024       | Franklin                           | Thomas Grenville  | Apple TV+                  |
| 2025       | Virdee                             | Alastair Boardman | BBC                        |
| 2025       | Lynley                             | Frazer            | BBC                        |